# Vedika Khemani
Vedika Khemani (* 1988 in Indien) ist eine indisch-amerikanische Physikerin und Assistenzprofessorin an der Stanford University. Ihre Forschung befasst sich mit Vielteilchensystemen und der Physik der kondensierten Materie. Sie wurde 2021 mit dem George-E.-Valley-Jr.-Preis der American Physical Society ausgezeichnet.

## Kindheit und Studium
Khemani besuchte das Elitegymnasium La Martiniere in Kalkutta. Sie zog in die Vereinigten Staaten, um am Harvey Mudd College Physik zu studieren. Ihre  Bachelorarbeit über Gravitationsholographie wurde mit dem Thomas Benjamin Brown Memorial Award ausgezeichnet. Neben ihrem Physikstudium belegte Khemani auch Kurse in Wirtschaftswissenschaften, Linguistik und kreativem Schreiben. Sie nahm auch an Robotikprogrammen teil und trat bei nationalen Robotikwettbewerben an. Nach ihrem Bachelor im Jahr 2010 wechselte sie als Masterstudentin an die Princeton University. Dort beschäftigte sie sich mit Nicht-Gleichgewichtsphasen der Materie in Floquet-Kristallen.

## Forschung und Karriere
Im Rahmen ihrer Doktorarbeit gehörte Khemani zu einem Team, das eine neuartige Phase der Materie identifizierte, die heute als Floquet-Zeitkristall bekannt ist. Solche Kristalle zeigen einen spontanen Bruch der Symmetrie der Zeitverschiebung. In herkömmlichen Kristallen sind die Atome in regelmäßigen und geordneten Mustern angeordnet, während sie in Zeitkristallen sowohl in Raum als auch in Zeit angeordnet sind.
Im Jahr 2016 wurde Khemani als Harvard Junior Fellow in die Harvard Society of Fellows aufgenommen.

## Preise und Auszeichnungen
- 2020 McMillan-Preis des Fachbereichs Physik der University of Illinois at Urbana-Champaign[8]
- 2020 George E. Valley Jr.-Preis der American Physical Society[9]
- 2020 Early Career Award des Energieministeriums der Vereinigten Staaten[10]
- 2020 Sloan Research Fellowship[11][12]
- 2022 New Horizons in Physics Prize[13]
- 2024 Infosys-Preis[14]

## Ausgewählte Veröffentlichungen
- Jae-yoon Choi, Sebastian Hild, Johannes Zeiher et al.: Exploring the many-body localization transition in two dimensions. In: Science. Band 352, Nr. 6293, 24. Juni 2016, ISSN 0036-8075, S. 1547–1552, doi:10.1126/science.aaf8834, PMID 27339981, arxiv:1604.04178, bibcode:2016Sci...352.1547C (englisch, science.org).
- Soonwon Choi, Joonhee Choi, Renate Landig, Georg Kucsko et al.: Observation of discrete time-crystalline order in a disordered dipolar many-body system. In: Nature. Band 543, Nr. 7644, 2017, ISSN 1476-4687, S. 221–225, doi:10.1038/nature21426, PMID 28277511, PMC 5349499 (freier Volltext), arxiv:1610.08057, bibcode:2017Natur.543..221C (englisch).
- Vedika Khemani, Achilleas Lazarides, Roderich Moessner, S. L. Sondhi: Phase Structure of Driven Quantum Systems. In: Physical Review Letters. Band 116, Nr. 25, 21. Juni 2016, S. 250401, doi:10.1103/PhysRevLett.116.250401, PMID 27391704, arxiv:1508.03344, bibcode:2016PhRvL.116y0401K (englisch, aps.org).

## Privatleben
Im Jahr 2013 heiratete Khemani David Coats, den sie am Harvey Mudd College kennengelernt hatte.